# Kaj Dorph-Petersen
Kaj Dorph-Petersen (født 19. marts 1924 på Frederiksberg, død 1. august 2005 smst) var en dansk chefredaktør.
I 1949 blev han cand.theol..
Herefter korrekturlæser på Christiansborg.
Så fulgte et job som redaktionssekretær på Ugebladet Hjemmet og siden hen blev han medredaktør af Alt for Damerne.
Fra 1958-1977 var han ansvarshavende chefredaktør på ALT for Damerne og fra 1981-1994 på Ugebladet Hjemmet.
Han er far til tv-journalisten Jes Dorph-Petersen.